# Weston (Wisconsin)
Weston es una villa ubicada en el condado de Marathon en el estado estadounidense de Wisconsin. En el Censo de 2010 tenía una población de 14.868 habitantes y una densidad poblacional de 266,09 personas por km².

## Geografía
Weston se encuentra ubicada en las coordenadas 44°53′28″N 89°32′59″O / 44.89111, -89.54972. Según la Oficina del Censo de los Estados Unidos, Weston tiene una superficie total de 55.88 km², de la cual 55.81 km² corresponden a tierra firme y (0.12%) 0.07 km² es agua.

## Demografía
Según el censo de 2010, había 14.868 personas residiendo en Weston. La densidad de población era de 266,09 hab./km². De los 14.868 habitantes, Weston estaba compuesto por el 87.69% blancos, el 0.77% eran afroamericanos, el 0.41% eran amerindios, el 8.74% eran asiáticos, el 0.01% eran isleños del Pacífico, el 0.82% eran de otras razas y el 1.55% pertenecían a dos o más razas. Del total de la población el 2.02% eran hispanos o latinos de cualquier raza.